# محوطه دمبان
محوطه دمبان مربوط به دوره اشکانیان است و در شهرستان نیک‌شهر، بخش فنوج، روستای اباهگان واقع شده و این اثر در تاریخ ۱۲ بهمن ۱۳۸۱ با شمارهٔ ثبت ۷۲۶۴ به‌عنوان یکی از آثار ملی ایران به ثبت رسیده است.